# سیمرغ بلورین بهترین جلوه‌های ویژه میدانی جشنواره فیلم فجر
سیمرغ بلورین بهترین جلوه‌های ویژهٔ میدانی جایزه‌ای ‌است که هرساله در جشنوارهٔ فیلم فجر به سازندهٔ بهترین جلوه‌های ویژهٔ میدانی اهدا می‌شود.

## فهرست
| دوره | سال  |                                   | نام فیلم                       |
| ---- | ---- | --------------------------------- | ------------------------------ |
| ۱    | ۱۳۶۱ | این جایزه وجود نداشت              | این جایزه وجود نداشت           |
| ۲    | ۱۳۶۲ | این جایزه وجود نداشت              | این جایزه وجود نداشت           |
| ۳    | ۱۳۶۳ | این جایزه وجود نداشت              | این جایزه وجود نداشت           |
| ۴    | ۱۳۶۴ | این جایزه وجود نداشت              | این جایزه وجود نداشت           |
| ۵    | ۱۳۶۵ | علی رستگار                        | پرواز در شب                    |
| ۶    | ۱۳۶۶ | محمدرضا شرف‌الدین                  | کانی مانگا                     |
| ۷    | ۱۳۶۷ | محمدرضا شرف الدینمهدی شعرای نجاتی | انسان و اسلحه                  |
| ۸    | ۱۳۶۸ | اصغر پورهاجریان                   | مهاجر                          |
| ۹    | ۱۳۶۹ | ایرج تقی‌پور                       | سایه خیال                      |
| ۱۰   | ۱۳۷۰ | محمدرضا شرف‌الدین                  | هور در آتش                     |
| ۱۱   | ۱۳۷۱ | رضا رستگارمصطفی رستگاری           | بر بال فرشتگان                 |
| ۱۲   | ۱۳۷۲ | محسن روزبهانی                     | سجاده آتش                      |
| ۱۳   | ۱۳۷۳ | محمدرضا شرف‌الدین                  | کیمیا                          |
| ۱۴   | ۱۳۷۴ | جواد شریفی راد                    | دایره سرخ                      |
| ۱۵   | ۱۳۷۵ | محسن روزبهانی                     | سرزمین خورشید                  |
| ۱۶   | ۱۳۷۶ | سعید حاجی‌میری                     | اسکادران عشق                   |
| ۱۷   | ۱۳۷۷ | محمدرضا شرف‌الدین                  | پرواز خاموش                    |
| ۱۸   | ۱۳۷۸ | جواد شریفی راد                    | متولد ماه مهر                  |
| ۱۹   | ۱۳۷۹ | سیمرغ بلورین اعطا نشد.            | سیمرغ بلورین اعطا نشد.         |
| ۲۰   | ۱۳۸۰ | محمدرضا شرف‌الدین                  | قارچ سمی                       |
| ۲۱   | ۱۳۸۱ | کاندیدایی وجود ندارد.             | کاندیدایی وجود ندارد.          |
| ۲۲   | ۱۳۸۲ | محسن روزبهانی                     | دوئل                           |
| ۲۳   | ۱۳۸۳ | نجف فتاحی                         | جایی برای زندگی                |
| ۲۴   | ۱۳۸۴ | محسن روزبهانی و علاءالدین پژمان   | شهر آشوب                       |
| ۲۵   | ۱۳۸۵ | محسن روزبهانی و علاءالدین پژمان   | قاعده بازی                     |
| ۲۶   | ۱۳۸۶ | حسین طلابیگی                      | پرچم‌های قلعه کاوه              |
| ۲۷   | ۱۳۸۷ | داود رسولیان                      | به کبودی یاس                   |
| ۲۸   | ۱۳۸۸ | محسن روزبهانی                     | شب واقعه                       |
| ۲۹   | ۱۳۸۹ | محسن روزبهانی                     | سی و سه روز                    |
| ۳۰   | ۱۳۹۰ | محسن روزبهانی                     | روزهای زندگی                   |
| ۳۱   | ۱۳۹۱ | محسن روزبهانی                     | استرداد                        |
| ۳۲   | ۱۳۹۲ | حمیدرضا سلیمانی                   | چ (فیلم) و رستاخیز             |
| ۳۳   | ۱۳۹۳ | کاندیدایی وجود ندارد.             | کاندیدایی وجود ندارد.          |
| ۳۴   | ۱۳۹۴ | ایمان کرمیان                      | ایستاده در غبار                |
| ۳۵   | ۱۳۹۵ | آرش آقابیک                        | خفه‌گی ، یک روز بخصوص و رگ خواب |
| ۳۶   | ۱۳۹۶ | محسن روزبهانی                     | تنگه ابوقریب                   |
| ۳۷   | ۱۳۹۷ | ایمان کرمیان                      | ماجرای نیمروز: رد خون          |
| ۳۸   | ۱۳۹۸ | محسن روزبهانی                     | روز صفر                        |
| ۳۹   | ۱۳۹۹ | ایمان کرمیان                      | تک‌تیرانداز                     |
| ۴۰   | ۱۴۰۰ | ایمان کرمیان                      | موقعیت مهدی                    |
| ۴١   | ١۴٠١ | حمید رسولیان                      | غریب                           |
| ۴۲   | ۱۴۰۲ | حمید رسولیان                      | دست ناپیدا                     |
| ۴۳   | ۱۴۰۳ | حمید رسولیان                      | صیاد                           |